# Osservatorio Bassano Bresciano
L'osservatorio Bassano Bresciano è situato nell'omonimo comune di Bassano Bresciano, in provincia di Brescia, ad un'altitudine di 58 m s.l.m.
L'osservatorio è catalogato con il codice 565 presso il Minor Planet Center e con il codice 22 presso l'Istituto astronomia teorica di San Pietroburgo. È altresì inserito nella lista degli osservatori protetti dall'inquinamento dalla legge della regione Lombardia n. 17/2000.

## Storia
L'attuale osservatorio è stato inaugurato il 29 aprile 1989. Tuttavia, le sue prime attività risalgono al 1983, quando furono pubblicate le misure astrometriche sulle Minor Planet Circulars, ricavate mediante un piccolo telescopio riflettore del diametro di 15 cm.

## La strumentazione

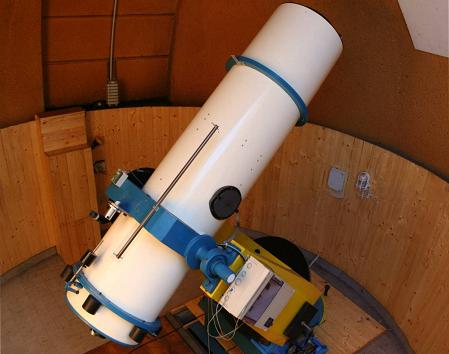
Il telescopio principale

Lo strumento principale è un telescopio Schmidt con specchio di diametro 42 cm e lastra correttrice di diametro 32 cm. La lunghezza focale è di 1000 mm. Il telescopio è dotato di montatura equatoriale a forcella e puntamento assistito da computer. Lo strumento è alloggiato al primo piano di un edificio appositamente costruito sotto una cupola del diametro di 5 metri. Sin dalla messa in servizio nel 1989 il telescopio è dotato di puntamento computerizzato. Nel corso degli anni sono state apportate modifiche e migliorie sia alla parte meccanica che a quella elettronica. Oggi l'osservatorio è completamente automatizzato e remotizzato. Questo significa che può compiere lavorare in automatico per tutta la notte senza la presenza di operatori e che può essere comandato a distanza.
Sul telescopio è montata una camera CCD Starlight HX516.
L'osservatorio dispone inoltre di un telescopio newtoniano con specchio di diametro 25 cm e lunghezza focale 1300 mm.

## Attività
L'osservatorio è aperto al pubblico in occasione di eventi astronomici di rilievo.
Dopo un lungo periodo in cui la principale attività di ricerca è stata l'astrometria di pianetini e comete, l'osservatorio si dedica alla fotometria di pianetini e stelle variabili.
Nel corso del 2011 l'osservatorio è entrato a far parte del "Gamma-ray Coordinates Network" la rete di telescopi che riceve le notifiche di eventi GRB da parte dei satelliti in grado di rilevare i gamma ray burst. Sempre nel 2011 ha iniziato un'attività di ricerca nel campo delle supernovae e dal gennaio del 2012 è entrato a fare parte dell'Italian Supernovae Search Project (ISSP).

### Scoperte
Presso l'osservatorio sono stati scoperti i seguenti pianetini:
- 6460 Bassano;
- 6793 Palazzolo;
- 6981 Chirman;
- 22370 Italocalvino.

Sono anche state scoperte una Nova in M33 denominata PNV J01334729+3026514 e 113 nuove stelle variabili (progetto VESPA).